# Ехнатон (п'єса)
«Ехнатон» (англ. Akhnaton) — детективна п'єса англійської письменниці Агати Крісті. Складається з трьох дій та епілога. П'єса написана приблизно у той час, коли і роман Смерть на Нілі.
П'єсу ставили деякі аматорські групи та театр Repertory, але ця п'єса ставилася доволі рідко.